# Ascetoderes cognatus
Ascetoderes cognatus is een keversoort uit de familie knotshoutkevers (Bothrideridae). De wetenschappelijke naam van de soort werd in 1886 gepubliceerd door David Sharp.